# U'u
La U'u es una clava originaria de las Islas Marquesas.

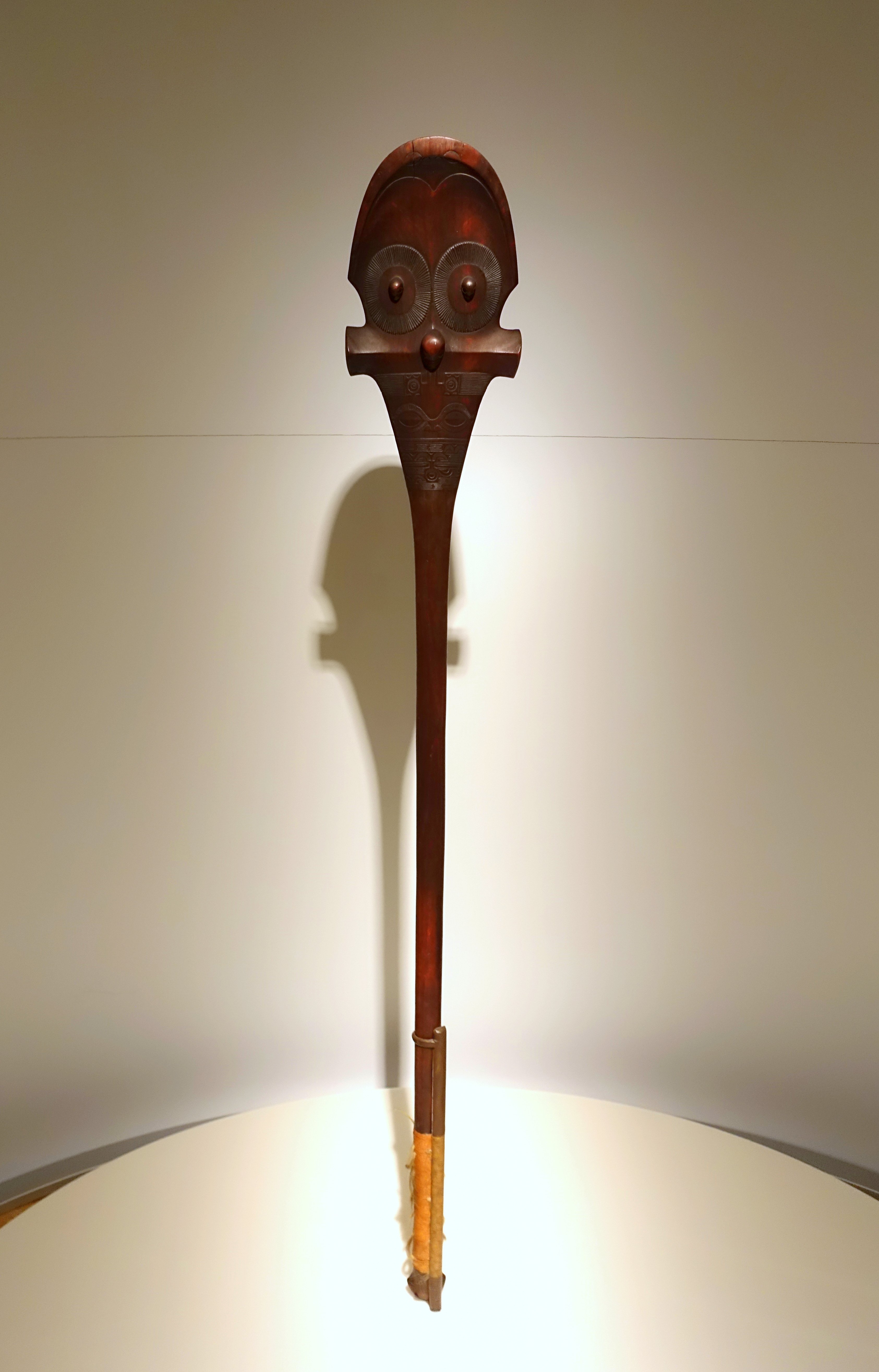
U'u de las Marquesas.

Cortada en maderas de gran densidad y dureza, su forma y gran tamaño la distinguen de otras clavas del Pacífico. Estaba reservada para una casta de guerreros que ayudaban a las tribus aliadas. El arma debería al menos llegar a las axilas de su poseedor. La llamativa cabeza, aunque aparentemente idéntica, fue minuciosamente tallada y es una obra artística con dibujos que representan lagartos, figuras humanas o patrones de tatuajes. Los U'u se dejan reposar en un campo de taro, donde adquieren un color negro y luego se cubren con aceite de coco.

## Galería

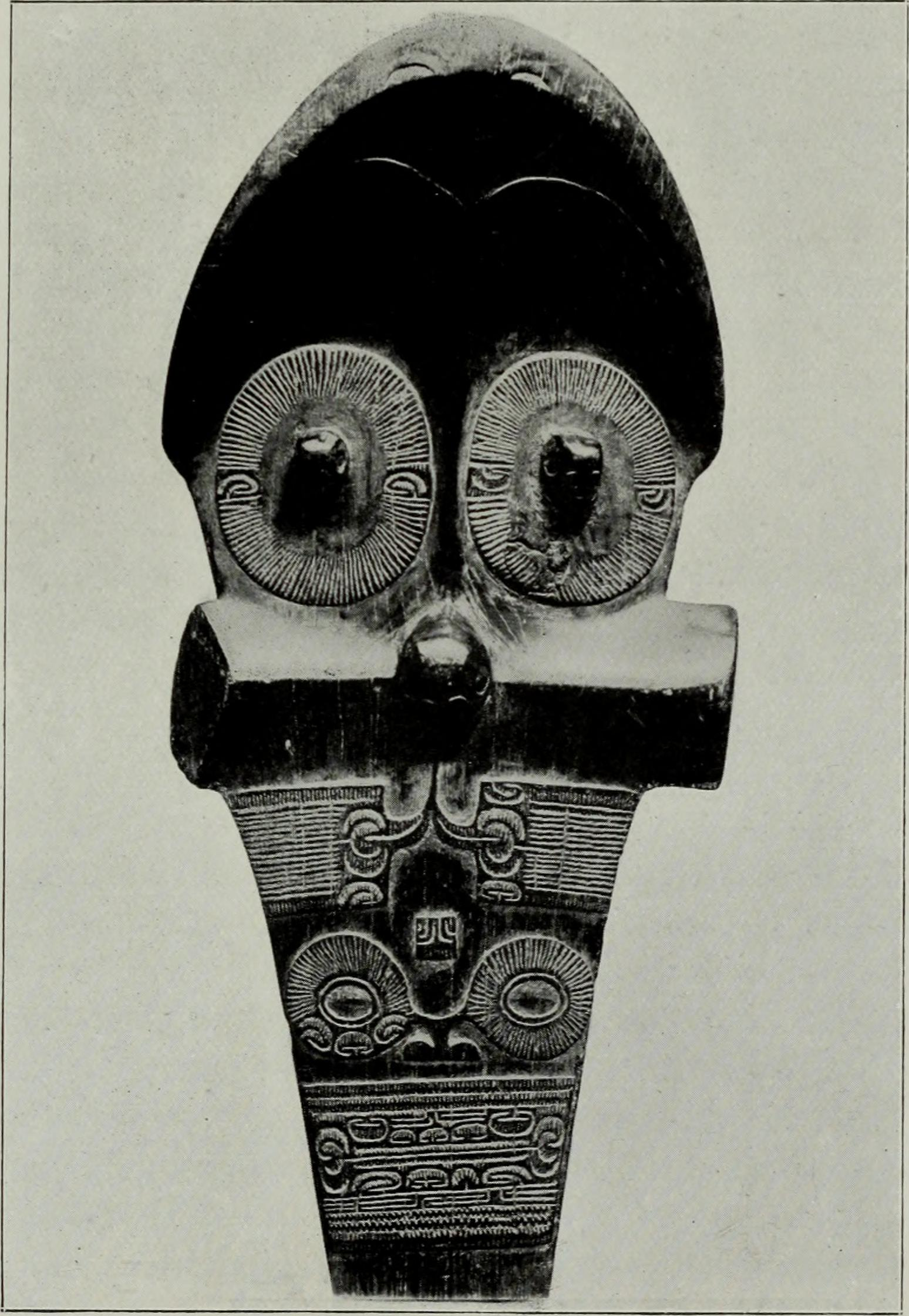
Cabeza de una U'u.
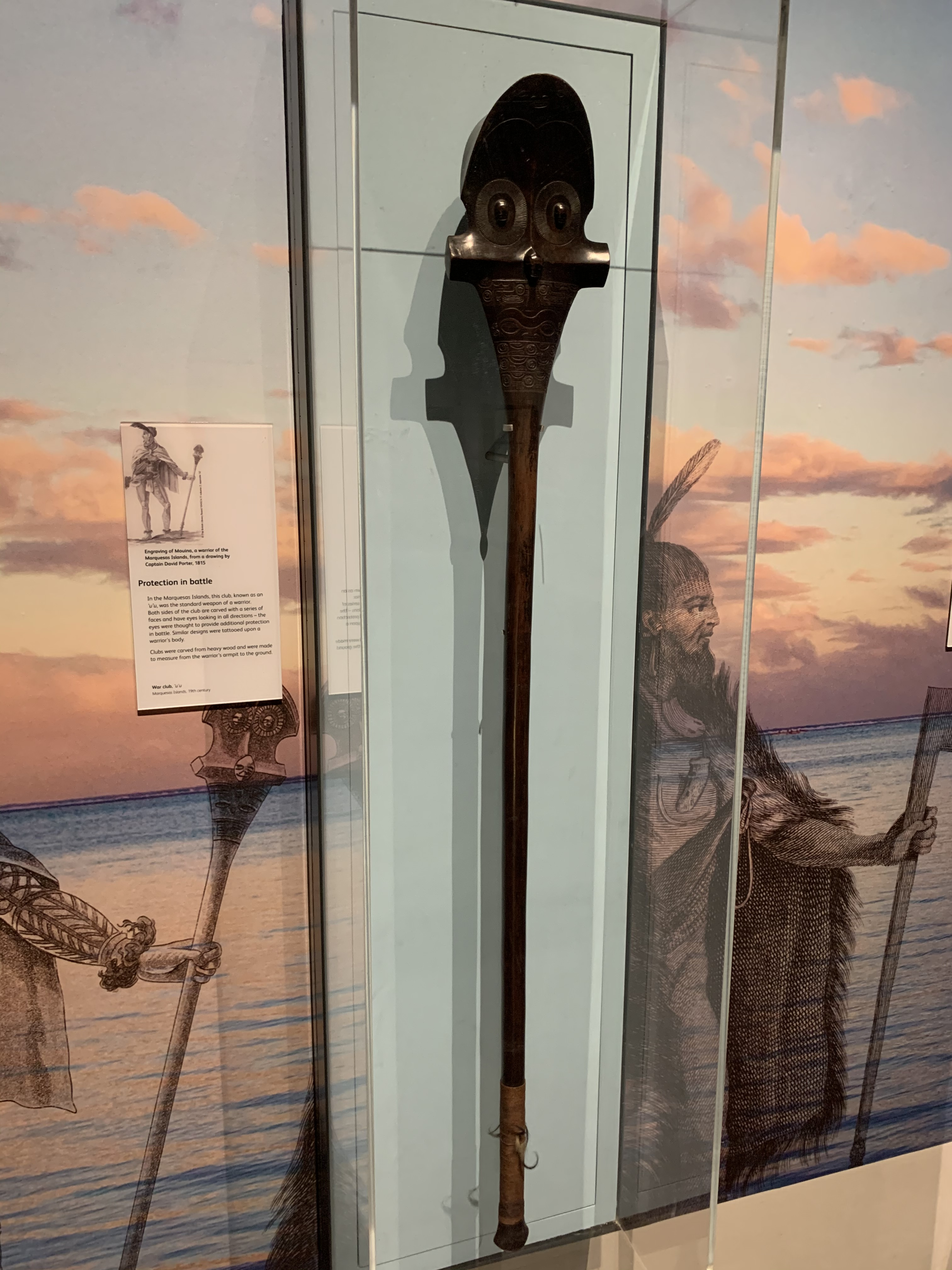
Pieza del Museo Nacional de Escocia, en Edimburgo .
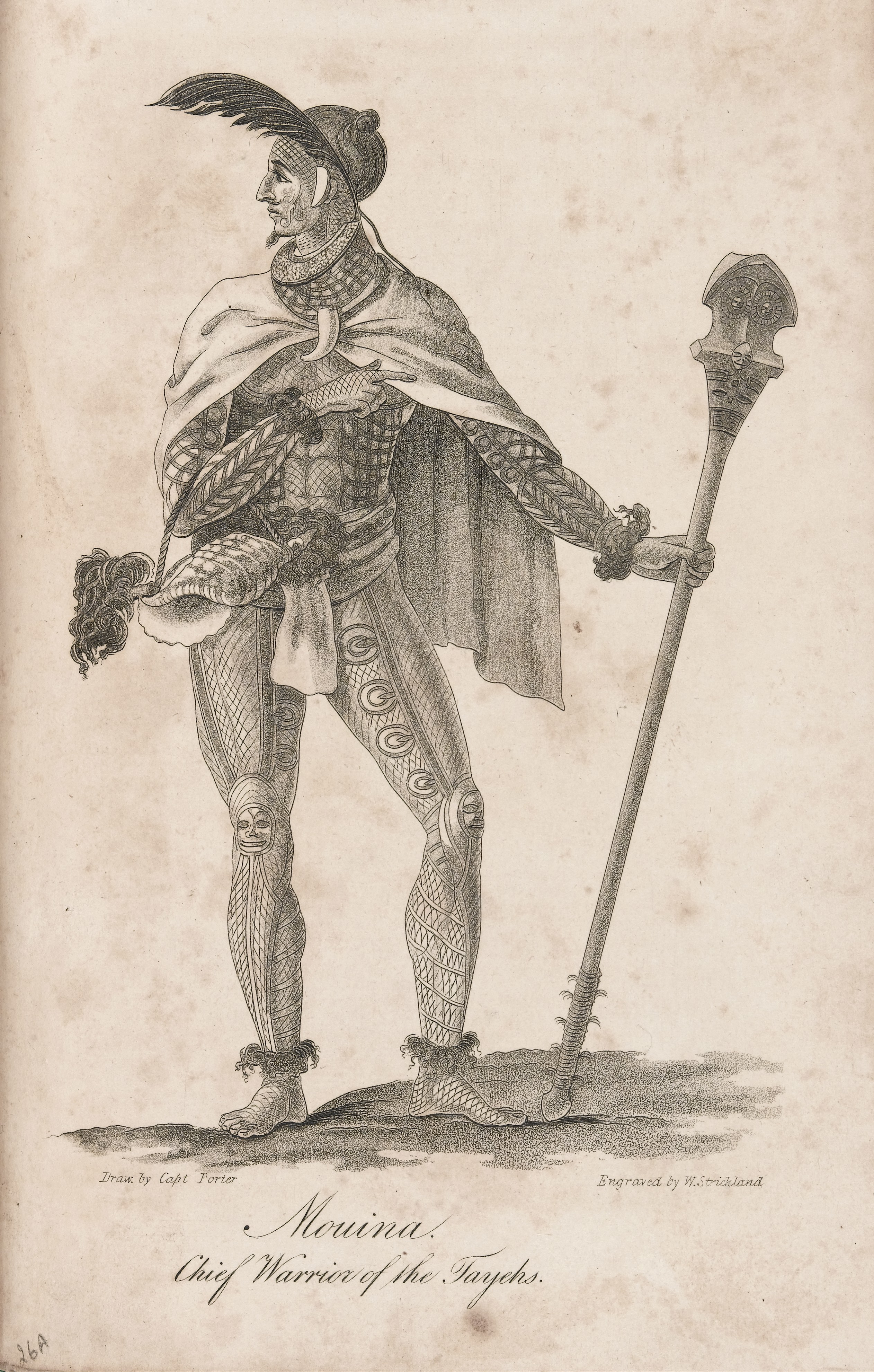
Jefe de tribu con un U'u.
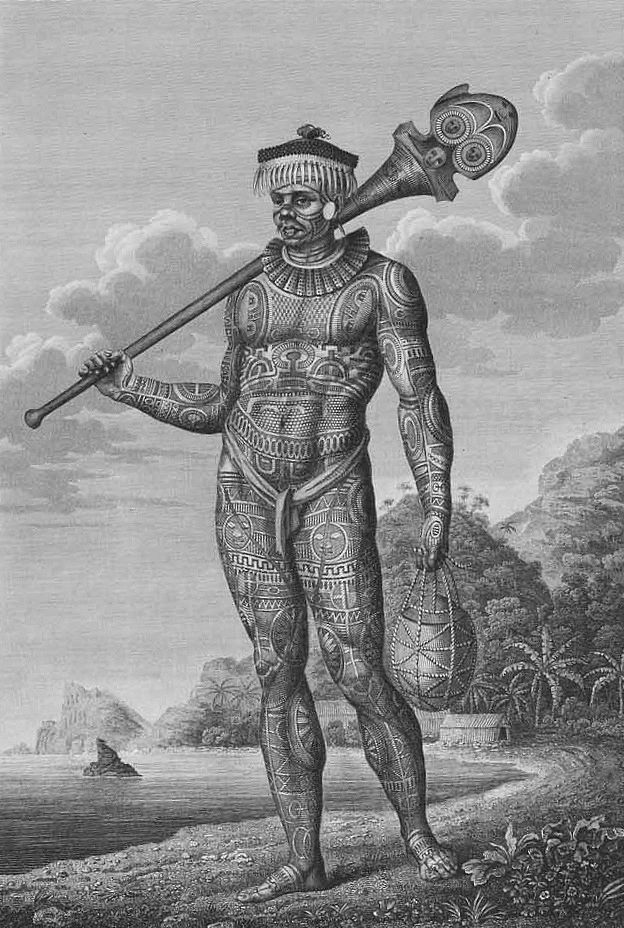
Guerrero Nuku Hiva con tatuaje y su U'u.
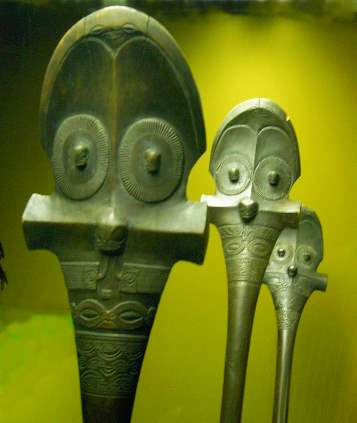